# Submarino japonés de Primera Clase
Los submarinos japoneses de Primera Clase fueron la base del arma de submarinos de la Armada Imperial Japonesa. Su tamaño medio era superior al del resto de submarinos contemporáneos, e incluían a los más grandes construidos hasta entonces en el mundo durante la Segunda Guerra Mundial, la clase Sen-Toku.

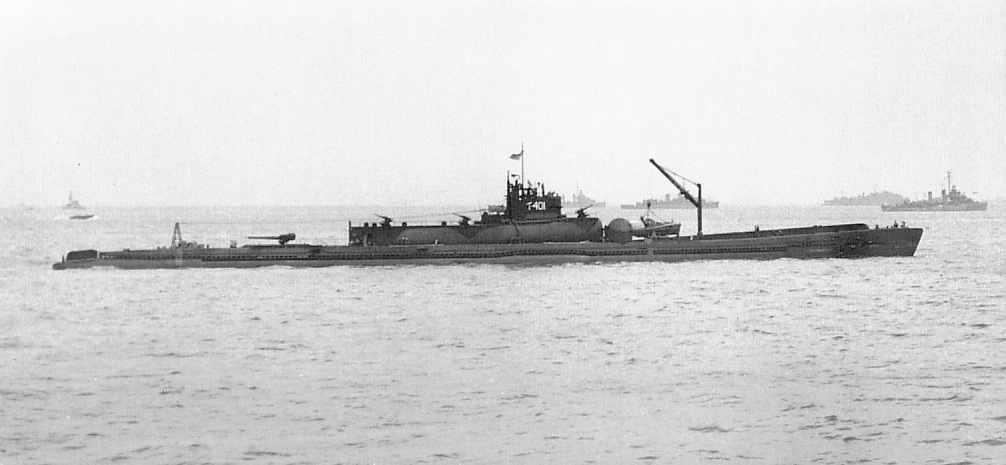
Submarino portaaviones japonés I-400, clase Sen-Toku, utilizado en la Segunda Guerra Mundial.

## Características generales
Su eslora superaba los 100 metros. Tenían la capacidad de navegar más tiempo sumergidos, y gracias a su radio de acción eran transoceánicos además de ser muy veloces en superficie y montar el considerado por algunos cómo el mejor torpedo de la guerra - el Torpedo Tipo 95 -. 
Existían diferentes variantes, algunos podían llevar de uno a tres hidroaviones de reconocimiento o ataque plegados en un hangar en cubierta, otros podían transportar minisubmarinos de ataque Kaiten, o bien ser usados como abastecedores de bases a través del Pacífico, labor en que fueron ampliamente usados.
Algunos de los principales defectos de estos espléndidos submarinos eran la falta de un sistema de alerta temprana o radar, aunque algunos pudieron montar un radar con posterioridad a los estadounidenses. Otro era la habitabilidad, que dejaba bastante que desear. Los tripulantes se movían entre suministros y al inicio de las singladuras incluso debían trasladarse por encima de ellos de una sección a otra, aunque eso era común en cualquier submarino de su época, y fácilmente subsanable a medida que los víveres eran consumidos. Resultaban además relativamente ruidosos, por lo que eran sensibles a los torpedos acústicos estadounidenses Mark 24 FIDO, que hundieron submarinos tanto nipones como germanos. 
El caso del I-52 es notable, pues fue hundido en medio del Atlántico por un torpedo acústico Fido cuando trataba de escapar de un bombardero basado en el portaaviones estadounidense USS Bogue en medio del Atlántico. La inteligencia norteamericana venía trazando su ruta desde su salida de Singapur.

## Uso del arma de submarinos
Los submarinos japoneses de Primera Clase tuvieron notables éxitos a pesar de su limitado uso, como el hundimiento de los portaaviones USS Yorktown (CV-5) (tras ser dañado previamente por ataque aéreo en la batalla de Midway), USS Wasp (CV-7) y USS Liscome Bay (CVE-56), o de los cruceros USS Indianapolis (CA-35) y USS Juneau (CL-52), así como averías en otras grandes unidades, como el portaaviones USS Saratoga (CV-3) o el acorazado USS North Carolina (BB-55).

## Algunas actuaciones
En el inicio de las hostilidades, dos submarinos portaaviones, los I-25 e I-26, se acercaron a las costas de Oregón e intentaron sin éxito un bombardeo, el único realizado por una nación hostil en territorio americano, con sus aviones de reconocimiento. 
En el retorno, hundieron por error al submarino soviético, L-16 en ruta junto al L-15 desde Siberia hacia San Francisco; ambos fueron confundidos con submarinos americanos.
Durante el ataque a Pearl Harbor se emplearon 14 submarinos clase I y se transportaron además minisubmarinos de ataque Kokute, de los cinco que se enviaron al interior de la rada de Pearl Harbor ninguno retornó a su submarino madre y solo se salvó un tripulante que fue hecho prisionero.
El I-21 realizó el primer ataque y hundimiento de un barco usando torpedos acústicos, el 5 de mayo de 1942. Para ello utilizó un modelo de torpedo denominado "Lance".
Una de las directivas imperiales que tenían los comandantes de los submarinos japoneses era que podían disponer a voluntad y criterio si dejaban con vida o eliminaban a los supervivientes de los hundimientos enemigos. Desgraciadamente y en muchas ocasiones se prefirió lo último, causando varias matanzas entre los sobrevivientes, tan injustificadas y brutales como el ametrallamiento de marinos estadounidenses en el agua por parte de pilotos y submarinistas japoneses.
Se han documentado varios casos, uno de ellos es el I-12 que hundió al Liberty JOHN A. JOHNSON. Cuando el submarino salió a superficie ametralló a los botes salvavidas matando a 6 hombres, hecho ocurrido el 30 de octubre de 1944.
El 20 de marzo de 1943, en el océano Índico, el I-27 hundió al mercante armado británico Mumford, sus tripulantes sobrevivientes fueron acribillados en el agua, muriendo todos excepto uno que fue rescatado por un bote pesquero.
El mismo submarino repitió dicha conducta contra los sobrevivientes del HMS Sambridge matándolos a todos los sobrevivientes y haciendo prisionero al segundo oficial. 
Cuando el Código Púrpura de cifrado japonés fue roto, los EE. UU. pudieron anticiparse casi siempre a la actuación de los submarinos japoneses.
En el llamado comercio Yanagi con Alemania, solo dos submarinos de Primera Clase llegaron a puerto, el I-8 y el I-30, otros 3 no tuvieron suerte como es el caso del I-52.

## Tipos y variantes
Al inicio de las hostilidades, Japón contaba con 65 unidades. Las clases y tipos en que se dividían los submarinos de Primera clase eran los siguientes:
- Clase Junsen
  - Tipo J1, Junsen 1 gata (巡潜Ⅰ型?), 4 unidades, I-1, I-2, I-3, I-4.
  - Tipo J1M, Junsen 1 gata kai (巡潜Ⅰ型改?), I-5.
  - Tipo J2, Junsen 2 gata (巡潜Ⅱ型?), I-6.
  - Tipo J3, Junsen 3 gata (巡潜Ⅲ型?),  2 unidades, I-7, I-8.
- Clase Kou
  - Tipo A1, Kou gata(S35) (甲型 (S35)?), 3 unidades, I-9, I-10, I-11.
  - Tipo A2, Kou gata(S35B) (甲型 (S35B)?), I-12.

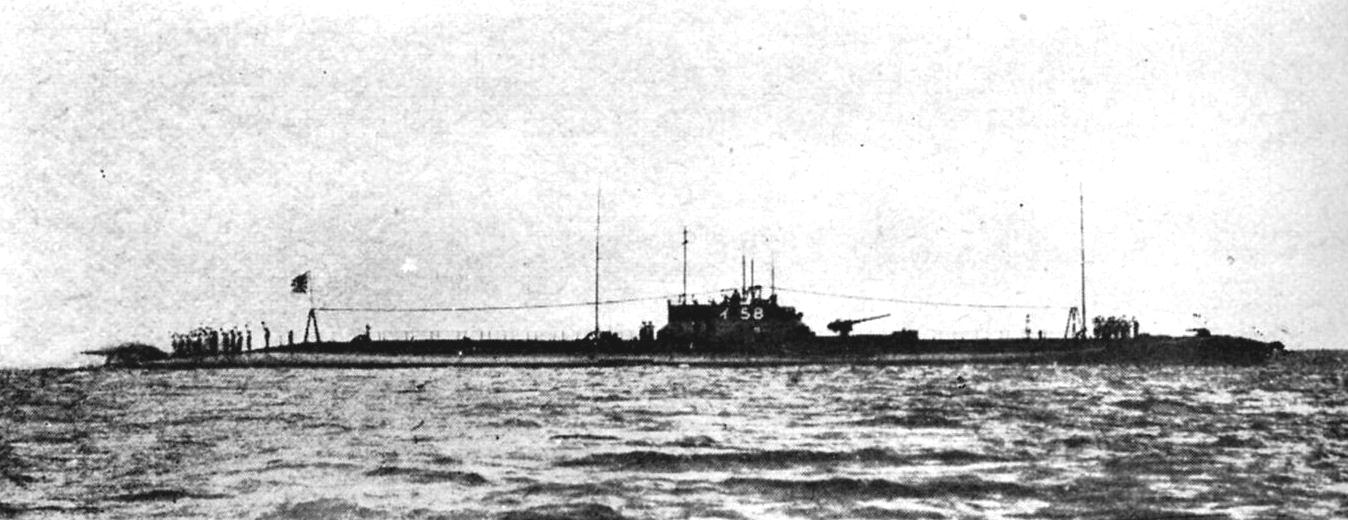
Submarino I-58, del Tipo B3.

- - Tipo AM, Kou gata(S35G) (甲型 (S35G)?), 2 unidades, I-13, I-14.
- Clase Otu
  - Tipo B1, Otu gata(S37) (乙型 (S37)?), 20 unidades, I-15, I-17, I-19, I-21, I-23, I-25, I-26, I-27, I-28, I-29, I-30, I-31, I-32, I-33, I-34, I-35, I-36, I-37, I-38, I-39.
  - Tipo B2, Otu gata(S37B) (乙型 (S37B)?), 6 unidades, I-40, I-41, I-42, I-43, I-44, I-45.
  - Tipo B3, Otu gata(S37C) (乙型 (S37C)?), 3 unidades, I-54, I-56, I-58.
- Clase Hei
  - Tipo C1, Hei gata(S38) (丙型 (S38)?), 5 unidades, I-16, I-18, I-20, I-22, I-24.  
  - Tipo C2, Hei gata(S38B) (丙型 (S38B)?), 3 unidades, I-46, I-47, I-48.

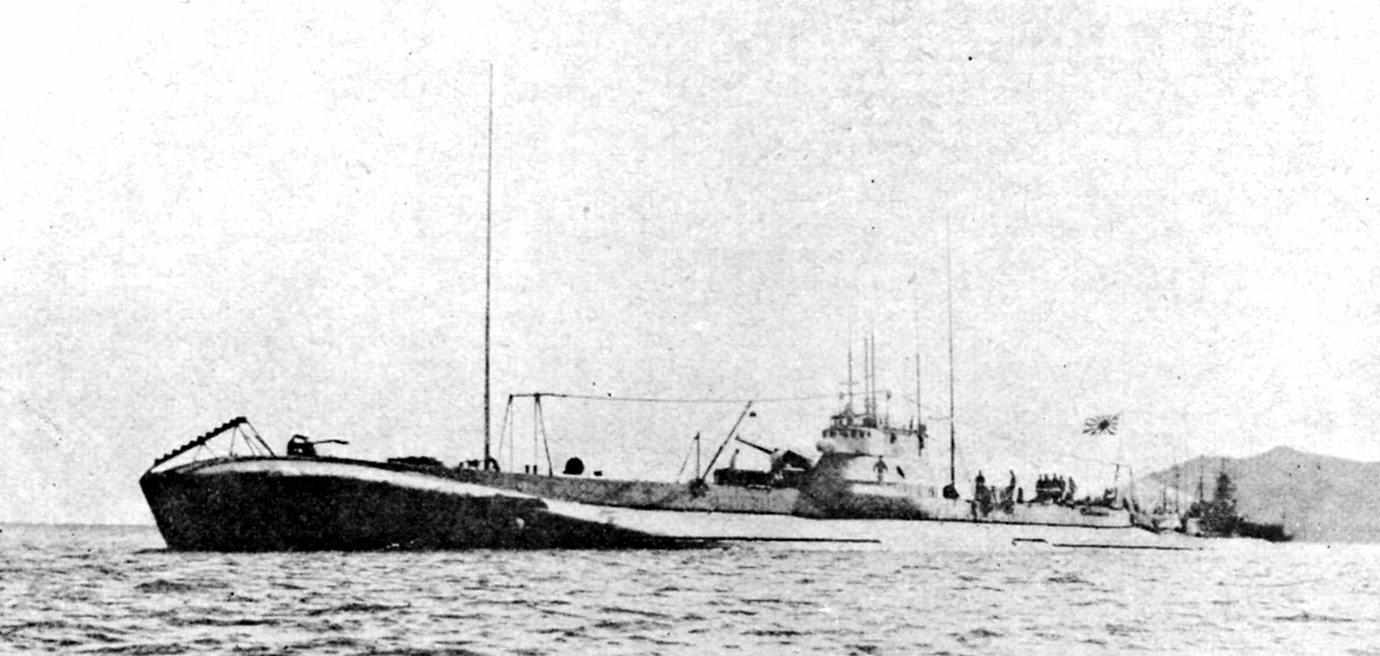
Submarino I-55, del Tipo C3.

- - Tipo C3, Hei gata(S37D) (丙型 (S37D)?), 3 unidades, I-52, I-53, I-55.
- Clase Tei
  - Tipo D1, Tei gata(S51/S51B) (丁型 (S51/S51B)?), 12 unidades, I-361, I-362, I-363, I-364, I-365, I-366, I-367, I-368, I-369, I-370, I-371, I-372(S51B).  
  - Tipo D2, Tei gata kai(S51C) (丁型改 (S51C)?), I-373.
- Clase Kaidai
  - Tipo KD1, Kaidai 1 gata (海大Ⅰ型?), I-51.
  - Tipo KD2, Kaidai 2 gata (海大Ⅱ型?), I-152(52).
  - Tipo KD3a, Kaidai 3 gata a (海大Ⅲ型a?), 4 unidades, I-153(53), I-154(54), I-155(55), I-158(58).
  - Tipo KD3b, Kaidai 3 gata b (海大Ⅲ型b?), 5 unidades, I-156(56), I-157(57), I-159(59), I-60, I-63.
  - Tipo KD4, Kaidai 4 gata (海大Ⅳ型?), 3 unidades, I-61, I-162(62), I-164(64),
  - Tipo KD5, Kaidai 5 gata (海大Ⅴ型?), 3 unidades, I-165(65), I-166(66), I-67,
  - Tipo KD6a, Kaidai 6 gata a (海大Ⅵ型a?), 6 unidades, I-168(68), I-169(69), I-70, I-171(71), I-172(72), I-73.[1]
  - Tipo KD6b, Kaidai 6 gata b (海大Ⅵ型b?), 2 unidades, I-174(74), I-175(75).
  - Tipo KD7, Kaidai 7 gata (海大Ⅶ型?), 10 unidades, I-176(76), I-177, I-178, I-179,  I-180, I-181, I-182, I-183, I-184, I-185.

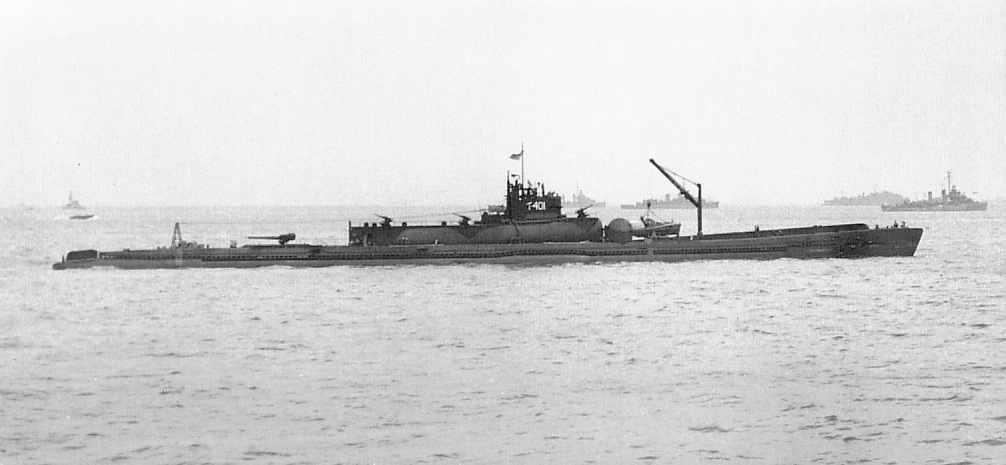
Submarino I-400, de la clase homónima.

- Clase I-400, Toku gata (特型?), 3 unidades, I-400, I-401, I-402 (I-404 no botado, I-405 no completado).
- Clase I-201, Senkou-dai (潜高大?), 3 unidades, I-201, I-202, I-203 (I-204 a I-208 no completados).
- Clase I-351, Senho (潜補?), I-351 (I-352 no completado).
- Clase I-121, Kiraisen (機雷潜?), 4 unidades I-121, I-122, I-123, I-124.
- Submarinos alemanes capturados, 6 unidades, I-501(U-181), I-502(U-862), I-503(UIT-24), I-504(UIT-25), I-505(U-219), I-506(U-195).

## Armamento
Los submarinos japoneses tenían variantes dentro del mismo diseño en general y estaban armados con los notables torpedos Tipo 95 de 61 cm de diámetro, de largo alcance y sin estela, propulsados por oxígeno y una cabeza explosiva de tremenda potencia destructiva. Algunas variantes tenían seis tubos lanzatorpedos a proa y dos a popa. Su tripulación fluctuaba entre 60 y 80 marineros y oficiales.
Existían variantes que podían transportar en un hangar hermético de cubierta, uno o dos hidroaviones del tipo Yokosuka E14Y para reconocimiento y eventualmente alojar una bomba para ataque. Por lo general contaban con un cañón de 140 mm en cubierta. Otras versiones podían transportar minisubmarinos o kaiten, que eran la variante kamikaze submarina. 
Los Sen Toku I-400 eran submarinos gigantes de 6.000 toneladas y 144 tripulantes. La idea de su construcción se basó en la experiencia obtenida por el I-25 en las costas de Oregón. Tenían un hangar capaz de transportar hasta tres hidroaviones Seiran M6A para bombardeo; podían operar a una mayor profundidad y tenían un radio de acción mucho mayor que cualquiera de sus contrapartidas de otras naciones. Los I-400 causaron la admiración por su avanzado diseño y tecnología aplicados en su construcción.

## Fin del arma submarina japonesa
Tras finalizar la guerra, solo unas cuantas unidades sobrevivían indemnes, entre ellos la clase I-400, casi al completo.
Se reunieron estas unidades en un puerto cercano a Sasebo para ser estudiadas, pero cuando ya se extraía información sobre la ingeniería de estas naves se recibió la orden de hundirlos inmediatamente. Esta operación se llamó Operación Road’s End o final del camino. Algunos oficiales técnicos americanos intentaron hacer desistir al alto mando de esta acción, pero fue inútil. 
Estas unidades fueron llevadas por los mismos tripulantes japoneses mar adentro y hundidas mediante explosivos por los Estados Unidos para evitar su análisis por los soviéticos. Los restos de estas unidades quedaron reposando a más de 200 metros de profundidad. No se conservó ninguna de ellas.